# Mario Jelavić
Mario Jelavić (Spalato, 20 agosto 1993) è un calciatore croato, attaccante del Croatia Zmijavci.

## Biografia
Nato a Spalato, anche suo padre Igor è stato un calciatore.

## Caratteristiche tecniche
È un centravanti.

## Carriera

### Club
Cresciuto nelle giovanili dell'Hajduk Spalato, ha esordito il 31 luglio 2011 nel match di campionato perso 1-0 contro lo Zara.

## Statistiche

### Presenze e reti nei club
Statistiche aggiornate al 30 gennaio 2017.
| Stagione        | Squadra           | Campionato      | Campionato | Campionato | Coppe nazionali | Coppe nazionali | Coppe nazionali | Coppe continentali | Coppe continentali | Coppe continentali | Altre coppe | Altre coppe | Altre coppe | Totale | Totale | Totale |
| Stagione        | Squadra           | Comp            | Pres       | Reti       | Comp            | Pres            | Reti            | Comp               | Pres               | Reti               | Comp        | Pres        | Reti        | Pres   | Reti   |        |
| --------------- | ----------------- | --------------- | ---------- | ---------- | --------------- | --------------- | --------------- | ------------------ | ------------------ | ------------------ | ----------- | ----------- | ----------- | ------ | ------ | ------ |
| 2011-2012       | Hajduk Spalato    | 1.HNL           | 1          | 0          | CC              | 0               | 0               |                    | -                  | -                  |             | -           | -           | 1      | 0      |        |
| 2012-2013       | Slaven Belupo     | 1.HNL           | 8          | 0          | CC              | 2               | 0               |                    | -                  | -                  |             | -           | -           | 10     | 0      |        |
| 2013-2014       | Bochum            | 2L              | 0          | 0          | CG              | 0               | 0               |                    | -                  | -                  |             | -           | -           | 0      | 0      |        |
| 2014-2015       | Atlético Madrid C | TD              | 4          | 0          |                 | -               | -               |                    | -                  | -                  |             | -           | -           | 4      | 0      |        |
| 2015            | Åtvidaberg        | A               | 19         | 1          | CS              | 1               | 0               |                    | -                  | -                  |             | -           | -           | 20     | 1      |        |
| 2016-2017       | Solin             | 2.HNL           | 29         | 12         | CC              | 2               | 1               |                    | -                  | -                  |             | -           | -           | 31     | 13     |        |
| 2017-2018       | Istria 1961       | 1.HNL           | 12         | 0          | CC              | 2               | 0               |                    | -                  | -                  |             | -           | -           | 14     | 0      |        |
| 2017-2018       | R.E. Mouscron     | D1              | 1          | 0          | CB              | 0               | 0               |                    | -                  | -                  |             | -           | -           | 1      | 0      |        |
| Totale carriera | Totale carriera   | Totale carriera | 74         | 13         |                 | 7               | 1               |                    | -                  | -                  |             | -           | -           | 81     | 14     |        |

## Palmarès

### Club

#### Competizioni giovanili
- Juniorsko prvenstvo Hrvatske u nogometu: 1

Hajduk Spalato: 2011-2012